# Iwan Dymitrowicz

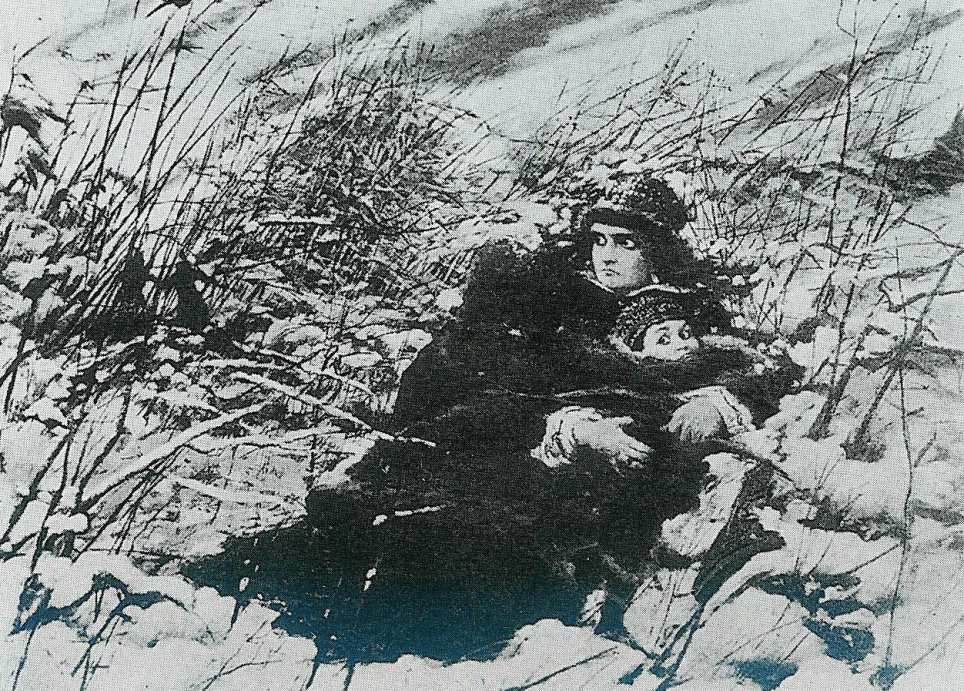
Maryna Mniszchówna wraz z Iwanem Dymitrowiczem, obraz pędzla Leona Wyczółkowskiego

Iwan Dymitrowicz zwany Iwaszką Łotrzykiem (ros. Иван Дмитриевич, Ивашка Ворёнок) (ur. 1611 w Kałudze, zm. 1614 w Moskwie) – carewicz rosyjski, pretendent do tronu Carstwa Rosyjskiego.

## Życiorys
Iwan Dymitrowicz był synem carowej Rosji, Maryny Mniszchówny. Urodził się w styczniu 1611 roku w Kałudze. Jego ojcem był pretendent do tronu rosyjskiego Dymitr Samozwaniec II. Tak też utrzymywała matka. Istnieje jednak domniemanie, że mógł go spłodzić jego późniejszy ojczym, ataman Iwan Zarucki, który już w 1610 roku starał się o względy Maryny i dla niej porzucił pierwszą żonę.
Po narodzinach został ogłoszony przez Kozaków dońskich carem. Z uwagi na niemowlęctwo do czasu uzyskania pełnoletności jego opiekunem ustanowiono Iwana Zaruckiego, który przybrał tytuł regenta.
Początkowo Iwan Dymitrowicz wychowywał się w Kołomnie. Później wyruszył wraz z matką i armią kozacką na południe. W miastach rosyjskich, które odwiedzał, był witany jak prawowity władca. Gdy Kozacy stworzyli nad Wołgą własne państwo, zamieszkał wraz z rodzicami na kremlu w Astrachaniu. Stał się narzędziem politycznym w rękach Iwana Zaruckiego przeciwko władzy Romanowów. Wysuwany jako kontrkandydat do tronu rosyjskiego został pozbawiony do niego praw na mocy uchwały Soboru Ziemskiego w 1613 roku.
W 1614 roku znalazł się wraz z rodzicami w niewoli cara Michała I Romanowa. Mimo że miał zaledwie trzy lata, został skazany na śmierć. Stracono go w publicznej egzekucji przez powieszenie za Sierpuchowskimi Wrotami w Moskwie. Razem z nim zginął jego opiekun, Iwan Zarucki, którego nabito na pal.

## Sprawa Jana Faustyna Łuby
Mimo że Iwan Dymitrowicz został stracony publicznie w 1614 roku, pojawiały się plotki o jego cudownym ocaleniu i wywiezieniu do Rzeczypospolitej. Przez dziesięciolecia w Rosji trwało oficjalne śledztwo dworu carskiego w tej sprawie.
Kulminacją były wydarzenia z lat 1644–1646. Do Warszawy przybyło poselstwo rosyjskie, które zażądało od króla polskiego Władysława IV Wazy wydania drobnego szlachcica podlaskiego, Jana Faustyna Łuby. Dopatrywano się w nim bowiem syna Dymitra Samozwańca II.
W obronie Jana Łuby, który dochodził swojej niewinności osobiście u cara na Kremlu w Moskwie, wystąpił parlament Rzeczypospolitej. W 1646 roku Sejm uchwalił w tej sprawie kuriozalną konstytucję O Łubie szlachcicu polskim. W ustawie stwierdzono, że Jan Faustyn Łuba nie jest carewiczem. Zabroniono mu się tak tytułować oraz odebrano mu prawo swobodnego poruszania się i opuszczania kraju.

## Genealogia
| 4. N.N.           |  |                          |  |  |                     |
|                   |  | 2. Dymitr Samozwaniec II |  |  |                     |
| 5. N.N.           |  |                          |  |  |                     |
|                   |  |                          |  |  | 1. Iwan Dymitrowicz |
| 6. Jerzy Mniszech |  |                          |  |  |                     |
|                   |  | 3. Maryna Mniszchówna    |  |  |                     |
| 7. Jadwiga Tarło  |  |                          |  |  |                     |
|                   |  |                          |  |  |                     |